# 细纹狮子鱼
细纹狮子鱼（学名：Liparis tanakae）为狮子鱼科狮子鱼属的鱼类。分布于朝鲜、日本以及中国东海、黄海等海域，體長可達47公分，棲息在亞潮間帶，深度在水深50至121公尺。该物种的模式产地在Vries岛、日本Sagomi海。